# Zhongyang (socken i Kina)
Zhongyang (kinesiska: 重阳, 重阳乡) är en socken i Kina. Den ligger i provinsen Henan, i den centrala delen av landet, omkring 270 kilometer sydväst om provinshuvudstaden Zhengzhou.
Genomsnittlig årsnederbörd är 904 millimeter. Den regnigaste månaden är juli, med i genomsnitt 157 mm nederbörd, och den torraste är januari, med 6 mm nederbörd.